# أيغارس أبينيس
آيغارس أبينيس (من مواليد 9 يونيو 1973 في أيزكراوكل ) هو لاعب رياضي برالمبي من لاتفي. شارك ابينيس ضمن فئة F52 مما يعني أن لديه حركة محدودة للأصابع وليس لديه وظيفة في الجذع أو الساق.
تعرض لإصابة خطيرة في فقرات العنق أثناء القفز في الماء في 3 يوليو 1992.
بدأ في نشاط عام 1998 واحرز في احداث الألعاب البارالمبية الصيفية عام 2000 ميداليتين برونزيتين ضمن رياضة رمي القرص ودفع الجلة. وفي احداث الألعاب البارالمبية الصيفية 2004 أصبح البطل الأولمبي في رمي القرص وحصل على المركز الرابع في دفع الجلة.  فاز أبينيس بالميدالية الذهبية في رمي القرص في دورة الألعاب البارالمبية الصيفية 2016.ايضاً في دورة الألعاب البارالمبية الصيفية 2020 فاز بالميدالية البرونزية في رمي القرص للرجال F52 .

## حياة مهنية
أحدث أبينيس صدى في المجتمع عام 2010 عندما صرح بأنه مستعد لبيع الميدالية البرونزية التي حصل عليها في دورة الألعاب البارالمبية في سيدني عام 2000 (تعتبر أول ميدالية بارالمبية في تاريخ لاتفيا) في مزاد علني من أجل توفير الأموال للجنة البارالمبية اللاتفيةوالتي من شأنها أن تسمح للوفد اللاتفي بالمشاركة في بطولة العالم لألعاب القوى لذوي الاحتياجات الخاصة لعام 2011.
وفي بطولة العالم للجنة البارالمبية الدولية لعام 2011 في نيوزيلندا فاز أبينيس بالميدالية الذهبية في دفع الجلة فئة F52/53 كما سجل رقم قياسي عالمي جديد لفئته.